# Długi Bród (województwo kujawsko-pomorskie)
Długi Bród – osada leśna w województwie kujawsko-pomorskim, w powiecie żnińskim, w gminie Rogowo.
W latach 1975–1998 miejscowość administracyjnie należała do województwa bydgoskiego.